# De zwarte parel (Jommeke)
De zwarte parel is het 162ste stripverhaal van Jommeke. De reeks wordt getekend door striptekenaar Jef Nys. Scenarist is Jan Ruysbergh.

## Verhaal
Op zolder vindt Jommeke een waardeloze zwarte parel. Wanneer hij met de zwarte parel knikkert, toont een antiekhandelaar veel interesse voor de parel. Door deze vreemde gebeurtenis laat Jommeke de zwarte parel onderzoeken bij professor Gobelijn. Daar blijkt dat de zwarte parel geneeskundige krachten bezit. Marie besluit echter om de parel in een halsketting te plaatsen. Plots wordt Marie ontvoerd door de antiekhandelaar. Filiberke heeft de ontvoering gezien en toevallig gehoord waar ze Marie naartoe brengen. Met de vliegende bol reizen Jommeke en zijn vrienden naar El Bazarina.
Aangekomen wordt het onderzoek gestart. Via een plannetje kunnen ze in het paleis binnen geraken. Flip kan ervoor zorgen dat er een slaappil in de drank terechtkomt. Zodoende kan Marie ontsnappen. De zwarte parel is goed verstopt, ergens in een doolhof vol met gevaren. Gelukkig dankzij Flip en twee jongens, vinden ze de zwarte parel en komt alles goed.
Tot slot keren de vrienden huiswaarts. Wat de zwarte parel betreft, die schenkt Marie aan het museum.